# Sicista severtzovi
Sicista severtzovi е вид бозайник от семейство Тушканчикови (Dipodidae).

## Разпространение
Видът е разпространен в Русия и Украйна.